# ۷۲۴ (خورشیدی)
۷۲۴ هفتصد و بیست و چهارمین سال هجری خورشیدی است.